# Oxybenzone
Oxybenzone hoặc benzophenone-3 (tên thương mại Milestab 9, Eusolex 4360, Escalol 567, KAHSCREEN BZ-3) là một hợp chất hữu cơ. Nó là một chất rắn màu vàng nhạt dễ dàng tan trong hầu hết các dung môi hữu cơ. Oxybenzone thuộc nhóm các xeton thơm được biết đến như benzophenones. Nó là một thành phần của kem chống nắng.

## Cấu trúc và cấu trúc điện tử
Là một phân tử liên hợp, oxybenzone hấp thụ ở năng lượng thấp hơn nhiều phân tử thơm. Trong các hợp chất có liên quan, nhóm hydroxyl được liên kết hydro với ketone. Sự tương tác này góp phần vào tính chất hấp thụ ánh sáng của oxybenzone. Tuy nhiên, ở nhiệt độ thấp có thể quan sát cả quang phổ và quang phổ hấp thụ triplet-triplet. Tại 175 K, tuổi thọ ba lá là 24 ns. Tuổi thọ ngắn là do việc trao đổi hydro trong phân tử nhanh giữa oxy của C = O và OH.

## Sản xuất
Oxybenzone được sản xuất bởi phản ứng Friedel-Thủ công của benzoyl chloride với 3-methoxyphenol (3-hydroxyanisole).

## Ứng dụng
Oxybenzone được sử dụng trong chất dẻo như chất hấp thụ ánh sáng cực tím và chất ổn định. Nó được sử dụng, cùng với các chất benzophenone khác, trong kem chống nắng, keo vuốt tóc, và mỹ phẩm vì chúng giúp ngăn ngừa nguy cơ da bị hư hại do ánh sáng mặt trời. Nó cũng được tìm thấy, với nồng độ lên đến 1%, trong sơn móng tay. Oxybenzone cũng có thể được sử dụng như một chất làm gọn ánh sáng cho nhựa tổng hợp. Benzophenone có thể ăn tạp từ bao bì thực phẩm và được sử dụng rộng rãi như những chất khởi tạo để kích hoạt một chất làm khô mực nhanh hơn.
Là kem chống nắng, nó cung cấp độ phủ sóng cực tím phổ rộng, bao gồm tia UVB và tia UVA ngắn. Với vai trò là một chất bảo vệ quang, nó có cấu hình hấp thụ từ 270 đến 350 nm với các đỉnh hấp thụ ở 288 và 350 nm. Đây là một trong những bộ lọc UVA hữu cơ được sử dụng rộng rãi nhất trong kem chống nắng ngày nay. Nó cũng được tìm thấy trong sơn móng tay, nước hoa, thuốc xịt tóc, và mỹ phẩm như một chất làm gọn ánh sáng. Mặc dù chất chống oxy hóa của nó, nhiều tranh cãi xung quanh về oxybenzone vì có thể có hiệu ứng hormone và photoallergenic, dẫn nhiều nước điều chỉnh việc sử dụng nó.

## Độ an toàn và tranh cãi
Một số cuộc tranh luận tập trung vào tiềm năng của oxybenzone như một chất phá hoại nội tiết. Oxybenzone bây giờ là chất gây dị ứng thông thường nhất được tìm thấy trong kem chống nắng.

### Nghiên cứuin vitro
Trong số các hóa chất chống nắng thông thường, oxybenzone có liên quan đến phản ứng dị ứng do ánh nắng mặt trời gây ra. Trong một nghiên cứu của 82 bệnh nhân bị viêm da do tiếp xúc với ánh sáng, trên một phần tư do phản ứng ánh sáng của oxybenzone.
Trong một nghiên cứu năm 2008 của những người tham gia từ 6 tuổi trở lên, oxybenzone được phát hiện trong 96,8% mẫu nước tiểu. Con người có thể hấp thụ bất cứ nơi nào từ 0,4% đến 8,7% oxybenzone sau khi áp dụng kem chống nắng cục bộ và được đo bằng bài tiết nước tiểu. Con số này có thể tăng lên sau nhiều lần đăng ký trong cùng khoảng thời gian. Oxybenzone đặc biệt xâm nhập bởi vì nó là lipophilic nhất trong ba bộ lọc UV phổ biến nhất.
 Khi áp dụng các bộ lọc UV, như oxybenzone, được hấp thụ qua da, chuyển hóa và bài tiết qua nước tiểu. Được xác định bởi Okereke và các cộng sự thông qua việc sử dụng oxybenzone thông qua đường uống và tiếp xúc da đối với chuột. Phương pháp chuyển hóa sinh học, quá trình biến đổi thành chất chuyển hoá thành chất chuyển hóa. Các nhà khoa học phân tích mẫu máu, nước tiểu, phân và mô và tìm thấy ba chất chuyển hóa: 2,4-dihydroxybenzophenone (DHB), 2,2-dihydroxy-4-methoxybenzophenone (DHMB) và 2,3,4-trihydroxybenzophenone (THB). Để hình thành DHB, nhóm chức methoxy đi qua o-dealkyl hóa; để tạo thành THB cùng một vòng được hydroxyl hóa. Vòng B trong oxybenzone được hydroxyl hóa tạo thành DHMB.
Một nghiên cứu được thực hiện vào năm 2004 đo mức oxybenzone và các chất chuyển hóa của nó trong nước tiểu. Sau khi áp dụng cho các tình nguyện viên người, kết quả cho thấy có tới 1% liều đã được áp dụng trong nước tiểu. Chất chuyển hóa chính được phát hiện là DHB và một lượng rất nhỏ THB đã được tìm thấy. Bằng cách sử dụng thử nghiệm Ames trong chủng Salmonella typhimurium, DHB được xác định là không gây dị ứng.

### Ảnh hưởng trên san hô
Benzophenone (cùng với ba hoạt chất khác) trong kem chống nắng đã được liên kết với tẩy san hô. Một nghiên cứu vào năm 2015 của Archives of Environmental Contamination and Toxicology đã liên kết trực tiếp oxybenzone với sức khoẻ của các rạn san hô phổ biến với khách du lịch.

## Quy định

### Úc
Sửa đổi vào năm 2007, Chương trình Thông báo và Đánh giá Hóa chất Công nghiệp Quốc gia (NICNAS)) Hướng dẫn về mỹ phẩm cho phép oxybenzone sử dụng mỹ phẩm lên đến 10%.

### Canada
Được sửa đổi vào năm 2012, Health Canada cho phép oxybenzone dùng cho mỹ phẩm lên đến 6%.

### Liên minh châu Âu
Ủy ban khoa học về sản phẩm tiêu dùng (SCCP) của Ủy ban châu Âu đã kết luận vào năm 2008 rằng nó không gây ra một nguy cơ đáng kể cho người tiêu dùng, ngoài khả năng gây dị ứng. Được phép sử dụng trong kem chống nắng và mỹ phẩm ở mức lên đến 6% và 0,5% tương ứng

### Nhật Bản
Được sửa đổi vào năm 2001, thông báo của Bộ Y tế, Lao động và Phúc lợi cho phép oxybenzone sử dụng mỹ phẩm lên đến 5%.

### Thụy Điển
Hội đồng nghiên cứu Thụy Điển đã xác định rằng kem chống nắng với oxybenzone không thích hợp để sử dụng ở trẻ nhỏ, bởi vì trẻ em dưới hai tuổi đã không phát triển đầy đủ các enzyme được tin rằng phá vỡ nó xuống. Chưa có quy định nào của nghiên cứu này.

### Hoa Kỳ
Oxybenzone đã được FDA chấp thuận sử dụng ở Mỹ vào đầu những năm 1980. Được sửa đổi từ ngày 1 tháng 4 năm 2013, FDA cho phép oxybenzone trong các sản phẩm chống nắng OTC đến 6%.